# 프라이 (이탈리아)

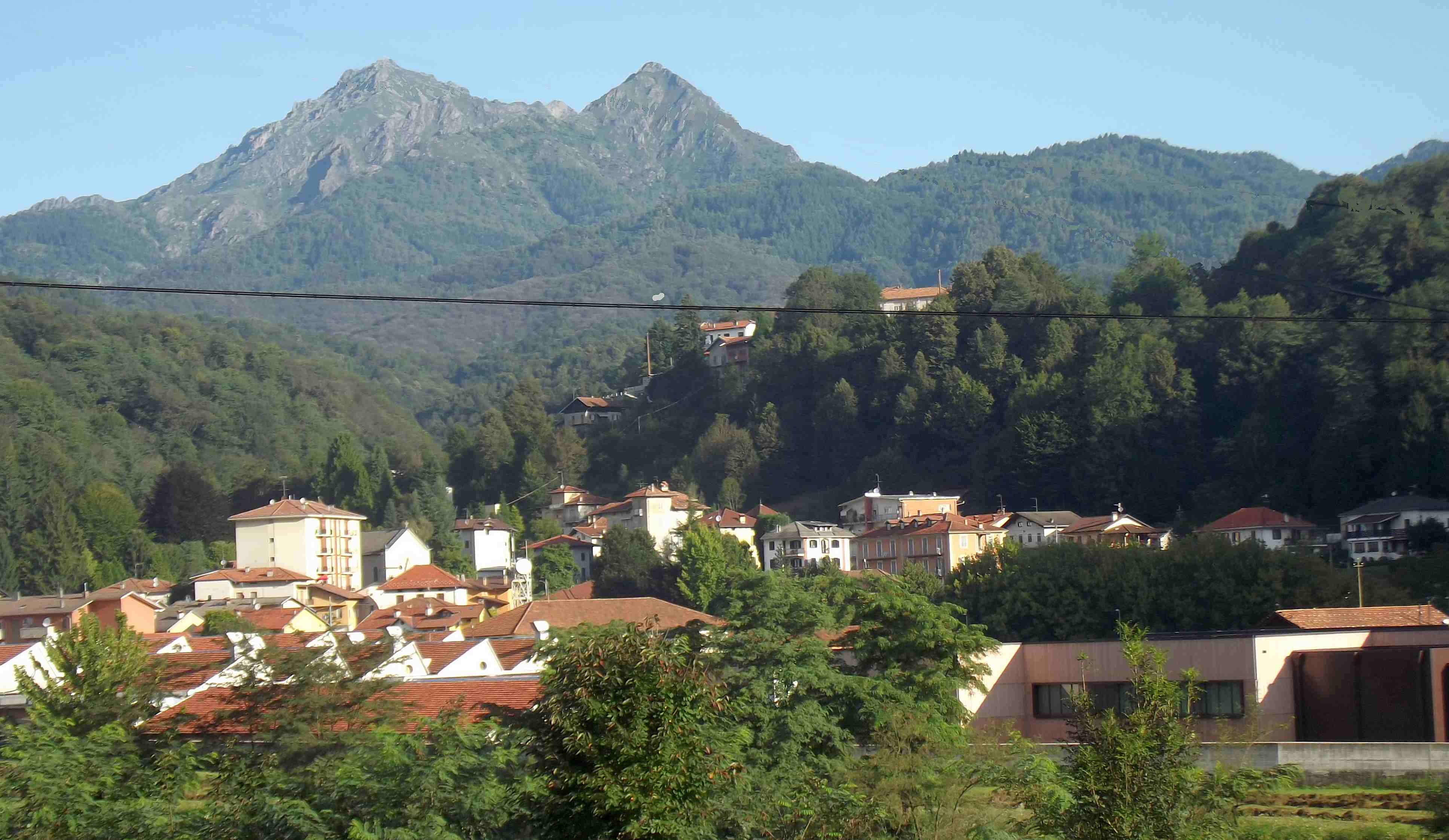

프라이(Pray)는 이탈리아 피에몬테주 비엘라도의 코무네이다. 토리노에서 북동쪽으로 약 80킬로미터 지점, 비엘라에서 북동쪽으로 약 15킬로미터 지점에 위치해 있다. 2014년 12월 31일 기준으로 이 지역의 인구 수는 2,434명이며 면적은 9.3 제곱킬로미터이다.